# Charles Cornwallis (1er comte Cornwallis)
Charles Cornwallis, 1er comte Cornwallis, (29 mars 1700 - 23 juin 1762), connu sous le nom de Lord Cornwallis entre 1722 et 1753, est un pair britannique.

## Biographie
Il est le fils de Charles Cornwallis (4e baron Cornwallis), de Charlotte, fille de Richard Butler (1er comte d'Arran). Edward Cornwallis et Frederick Cornwallis sont ses frères cadets. Il est admis à Clare College, Cambridge en 1717.
Il succède à son père comme baron en 1722. En 1740, il est admis au Conseil privé et nommé Lord Lieutenant de Tower Hamlets et Connétable de la Tour de Londres, postes qu'il occupe jusqu'en 1762. En 1753, il est créé vicomte Brome, dans le comté de Suffolk, et comte Cornwallis.

## Famille
Lord Cornwallis épouse en 1722 Elizabeth, fille de Charles Townshend (2e vicomte Townshend). Ils ont sept enfants:
- Mary Cornwallis (6 juin 1736 - 28 décembre 1770), mariée le 13 août 1769 à Samuel Whitbread.
- Charles Cornwallis, 1er marquis Cornwallis
- Henry Cornwallis (10 septembre 1740 - 1761)
- James Cornwallis (4e comte Cornwallis)
- William Cornwallis, (1744-1819)
- Elizabeth Cornwallis (décédée le 20 mars 1796), mariée à Bowen Southwell en juillet 1753
- Charlotte Cornwallis (décédée le 11 mars 1794), mariée le 8 avril 1756 à Spencer Madan.

Il meurt en juin 1762, à l'âge de 62 ans. Son fils aîné, Charles, lui succède à son poste de commandant militaire et est créé en 1792, marquis Cornwallis. La comtesse Cornwallis est décédée le 17 décembre 1785.